# Westerholter Bach
Der Westerholter Bach (auch Kirchbach und laut Gewässerverzeichnis in der Schreibweise Westerholterbach) ist ein orografisch rechtes Nebengewässer des Ölbachs in Nordrhein-Westfalen, Deutschland. Er hat eine Länge von 1,6 km. 

## Flussverlauf
Der Westerholter Bach entsteht in der Senne knapp auf der Gemarkung von Oerlinghausen als Abfluss eines Teiches nördlich von Stukenbrock. Dieser Teich wird zudem vom Schnakenbach durchflossen, erhält außerdem Zulauf eines namenlosen Gewässers und wird als Hirschquellen bezeichnet.
Der Abflachung des Teutoburger Waldes folgend fließt der Westerholter Bach in südwestliche Richtung ab und wird bereits nach wenigen hundert Metern zum Zwecke der Fischzucht aufgestaut. Nach der Querung der Zuchtanlage durchfließt das Gewässer den Stukenbrocker Siedlungsbereich, nimmt unterhalb des Friedhofes in einem Waldstück den Schnakenbach auf und mündet nur wenige Meter weiter in den Ölbach. 

## Differenzen bei der Einordnung
Einige Karten verfolgen die Annahme, dass es sich beim Abschnitt des Schnakenbaches zwischen dessen Oberlauf und Hirschquellen um die Fortführung des Westerholter Baches handelt. Auch der Name des in diesem Bereich vom Schnakenbach durchflossenen Naturschutzgebietes „Trockentäler, Kastentäler und Dünen des oberen Westerholter Baches“ bezieht sich auf diese Auslegung. Das offizielle Geodatenmaterial belegt diese Systematik jedoch nicht.